# Verona (pokrajina)
Pokrajina Verona (talijanski: Provincia di Verona) je jedna od 110 talijanskih pokrajina u okviru regije Veneto u Sjevernoj Italiji. Glavni grad provincije i najveće gradsko naselje je istoimeni grad Verona od 252 520 stanovnika.

## Geografske karakteristike
Pokrajina Verona prostire se većim dijelom po dolini Poa oko jezera Garda, a manjim duž obronaka Dolomita. U ravnici nedaleko od obala jezera leži i glavni grad Verona, udaljena oko 520 km sjeverno od Rima. Pokrajina Verona ima površinu od 3 120 km², u kojoj živi 900 542 stanovnika (2011. godine).

## Vanjske poveznice
- Službene stranice pokrajine Verona